# إدارة الطاقة (شهادة دراسية)
إدارة الطاقة هي شهادة دراسية تخصصية في إدارة الأعمال تتناول منهج واسع يركز على جوانب صناعة الطاق المتعددة مثل: الأعمال (المحاسبة، الإدارة، التسويق والاقتصاد والمعلوماتية) والجيولوجيا وهندسة البترول والقانون. تقوم الجمعية الأمريكية المهنية عمال النفط (AAPL) بتوفر المناهج والتوجيهات المتعلقة بتحديد توجهات ومخرجات ودعم للتوافق مع برامج إدارة النفط الأرضي. هناك حاليا عشر جامعات أميركية وكندية تدرس هذا المنهاج.
كانت جامعة أوكلاهوما أول من عرض درجة من هذا النوع في عام 1958 بمسمى «إدارة النفط الأرضي» قبل ان يطلق عليه مسمى برنامج «إدارة  الطاقة» عام 1999. ما زال برنامج جامعة أوكلاهوما يعتبر واحدا من أفضل برامج إدارة الطاقة في الولايات المتحدة.
يعمل معظم خريجي إدارة الطاقة مع شركات النفط وتكم مهامهم على الأرجح فيما يتعلق بتأمين عقود الحفر وحقوق المعادن فضلا عن التعاقد مع مالكي العقارات وسماسرة الطاقة. ومن الشائع أيضا العمل جنبا إلى جنب مع عمال نفط من شركات الأخرى لتأمين إدارة المشاريع المشتركة في الحفر. هناك أيضا فرص وظيفية في مجالات تداول السلع والتسويق التجاري في المفاوضات الدولية.
من الجامعات التي تدرس هذا التخصص: جامعة تلسا، جامعة تكساس التقنية، جامعة لويزيانا في لافاييت وجامعة ويسترن في كولارادو.

## وصلات خارجية
- إدارة الطاقة في جامعة اوكلاهوما
- إدارة الطاقة في جامعة تكساس
- تكساس للتكنولوجيا الطاقة التجارة
- الجمعية الأمريكية المهنية لعمال النفط